# Batimont Solar Park
Het Batimont Solar Park - voorheen Albertpark, Versluys Arena en Diaz Arena - is een voetbalstadion gelegen in Mariakerke, een wijk in de West-Vlaamse badstad Oostende. Het was de thuisbasis van KV Oostende, tot deze club in 2024 het faillissement aanvroeg. Sindsdien is het de thuisbasis van KV Diksmuide Oostende.

## Geschiedenis
In 2007 onderging het stadion een gedeeltelijke renovatie, waarbij de capaciteit met ongeveer 3.000 plaatsen werd verminderd. Tribunes C en D werden omgebouwd tot zittribunes, en de staantribune (E) werd overdekt.
Naar aanleiding van de promotie naar de hoogste voetbalafdeling, in het voorjaar van 2013, werd er een extra (tijdelijke) tribune in gebruik genomen. Zo voldeed het stadion aan alle vereisten voor Eerste Klasse-voetbal (minimaal 8.000 plaatsen, waarvan 5.000 zitplaatsen).
Na een aantal ingrepen in 2014 en 2015, volgde in het voorjaar van 2016 een nieuwe, grondige renovatie: de hoofdtribune (A), tribune B en de tijdelijke tribune werden afgebroken, om plaats te maken voor één geïntegreerde hoofdtribune met zo'n 3.700 zitplaatsen. Ook de staantribune, kant E, werd afgebroken, en maakte plaats voor een zittribune met een kleine 1.500 zitplaatsen.
In juli 2016 werd de nieuwe, commerciële naam van het stadion voorgesteld: de Versluys Arena, naar de bouwgroep en hoofdsponsor van de club. De totale capaciteit bedraagt sindsdien 8.432 plaatsen.
In juli 2020 werd de commerciële naam van het stadion veranderd in Diaz Arena.
Op 14 mei 2022 speelde Preuteleute zijn 20-jarig jubileumconcert in het stadion, waarmee het de eerste Belgische band was die in een uitverkocht voetbalstadion optrad.
Na het faillissement van KV Oostende en de alliantie met KSV Diksmuide werd teruggegrepen naar de oude naam 'Albertpark'. In november 2024 werd de officiële naam echter Batimont Solar Park, naar het zonnepanelenbedrijf uit Roeselare. Uit respect voor de supporters werd 'Park' in de naam verkozen boven 'Arena'.

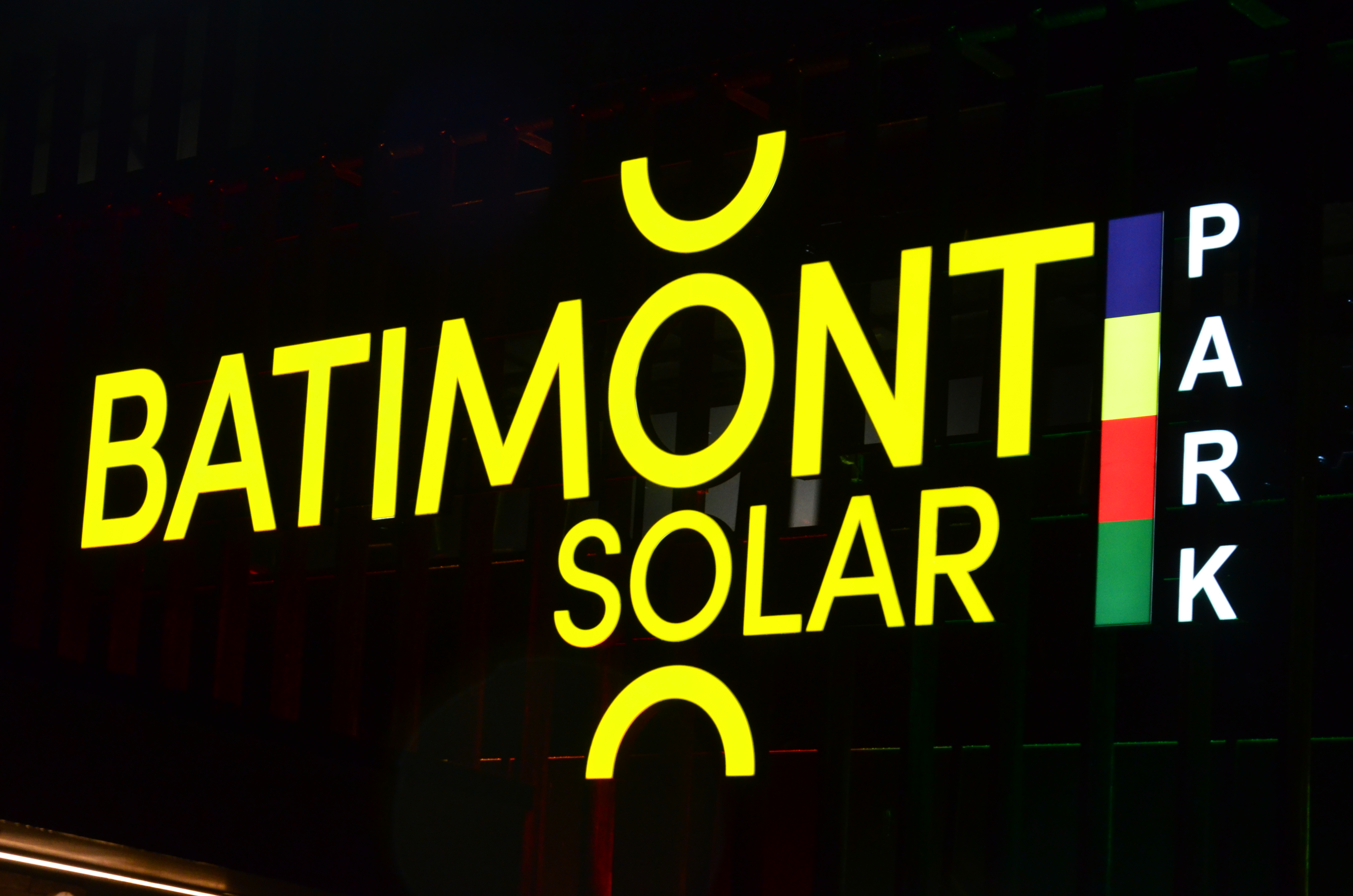